# Cornelia Bargmann
Cornelia Isabella Bargmann (Virginia, Estados Unidos, 1 de enero de 1961) es una neurobióloga estadounidense. Es conocida por su trabajo en los mecanismos de comportamiento de circuitos genéticos y neuronales usando Caenorhabditis elegans , particularmente los mecanismos de olfacción en el gusano. Fue elegida para la Academia Nacional de Ciencias y había sido investigadora del Instituto Médico Howard Hughes en UCSF, y luego en la Universidad Rockefeller de 1995 a 2016. Se anunció el 21 de septiembre de 2016 que había sido nombrada presidenta de ciencia entrante en el Iniciativa Chan Zuckerberg, efectiva desde el 1 de octubre de 2016. En 2012 recibió el Premio Kavli de 1 millón de dólares y en 2013 el Premio Breakthrough de 3 millones de dólares en Ciencias de la vida.

## Biografía
Bargmann nació en Virginia y creció en Athens, Georgia, como una de cuatro hijos, y la única hija, de Rolf Bargmann, un estadista e informático de la Universidad de Georgia.
Completó sus estudios de pregrado en la Universidad de Georgia en 1981, con un título en bioquímica, y sus estudios de postgrado en el Instituto de Tecnología de Massachusetts (MIT), con un doctorado en el departamento de Biología en 1987 en el laboratorio de Robert Weinberg. Examinó los mecanismos moleculares de la oncogénesis y ayudó a identificar el papel del Ras en el cáncer de vejiga. También hizo un trabajo significativo en el oncogén  HER2  (receptor tirosina-proteína quinasa erbB-2),  que más tarde condujo a tratamientos significativos en el cáncer de mama.
Más tarde completó un postdoctorado con H. Robert Horvitz, en el MIT trabajando en mecanismos de biología molecular de la neurociencia. Comenzó a trabajar en el comportamiento quimiosensorial en C. elegans, y logró varios avances, demostrando, entre otras cosas, que los nematodos tienen un sentido del olfato.
Bargmann aceptó un puesto de docente en la Universidad de California en San Francisco (UCSF) en 1991. Continuó sus estudios sobre el comportamiento de los gusanos y el control neuronal, centrándose en el olfato a nivel molecular. Buscó genes similares a los encontrados por Richard Axel y Linda Buck para ser la base del olfato y el gusto, y encontró esos genes en el genoma recientemente secuenciado de C elegans. Su trabajo condujo a descubrimientos de los mecanismos que subyacen a comportamientos complejos, como los de alimentación. Su trabajo ha continuado conduciendo a una comprensión más profunda del cerebro, las capacidades sensoriales y el desarrollo neuronal. Bargmann también identificó la SYG-1, una molécula «casamentera» que dirige a las neuronas para que formasen conexiones entre sí durante el desarrollo.[cita requerida]
En 2004, se trasladó a la Universidad Rockefeller y trabajó como investigadora del Instituto Médico Howard Hughes hasta 2016, antes de asumir la dirección del trabajo científico  de la Iniciativa Chan Zuckerberg (CZI). El laboratorio de Bargmann utiliza un organismo relativamente simple, el nematodo C. elegans, y su sentido del olfato extremadamente sensible para estudiar cómo los genes regulan el desarrollo, la función y el comportamiento neuronal. Su trabajo ha sido reconocido con numerosos premios, incluida la elección de la Academia Nacional de Ciencias.
Bargmann apareció en el New York Times el 21 de junio de 2011.